# Jean Buridan
Jean Buridan, en latin Joannes Buridanus (vers 1300- vers 1358), philosophe français, docteur scolastique, fut l'instigateur du scepticisme religieux en Europe. Il fut, en Occident, le redécouvreur de la théorie de l'impetus, vers 1340. Son nom est plus fréquemment connu pour l'expérience de pensée dite du paradoxe de l'âne de Buridan. Une légende, propagée jusqu'au XXIe siècle par la Ballade des dames du temps jadis de François Villon, l'associe à tort à l'affaire de la tour de Nesle.

## Biographie
Né probablement à Béthune, il étudia à l'université de Paris sous la direction du philosophe scolastique Guillaume d'Ockham et fut un ardent nominaliste.
Il enseigna la philosophie à Paris et fut élu deux fois recteur de l'Université de cette ville en 1328 et 1340. Comme philosophe, Buridan a enseigné un nominalisme radical et s'est confiné dans les études philosophiques.
Contrairement au cursus ordinaire pour une carrière en philosophie, il choisit d'étudier les arts libéraux plutôt que la théologie. Il maintient d'autant plus son indépendance en demeurant un clerc séculier plutôt qu'en rejoignant un ordre religieux. À partir de 1340, il s'oppose à son mentor Guillaume d'Ockham. Cet acte a été interprété comme le début du scepticisme religieux et l'aube de la révolution scientifique.
Persécuté par les réalistes, il se retira en Allemagne, où il fonda une école, et enseigna à Vienne. Buridan, en tant que nominaliste, ne pouvait admettre l'existence de la liberté humaine, et il a longuement discuté la question du libre arbitre dans ses commentaires sur l'Éthique d'Aristote.
Une campagne posthume par des Occamistes réussit à faire placer les écrits de Buridan sur l'Index librorum prohibitorum de 1474 à 1481[réf. nécessaire].
Buridan a aussi énoncé une théorie sur la répartition des terres et des océans sur le globe qui a rompu avec les conceptions théologiques de son époque[réf. nécessaire].
Albert de Saxe est, parmi les plus célèbres de ses disciples, reconnu comme un logicien.

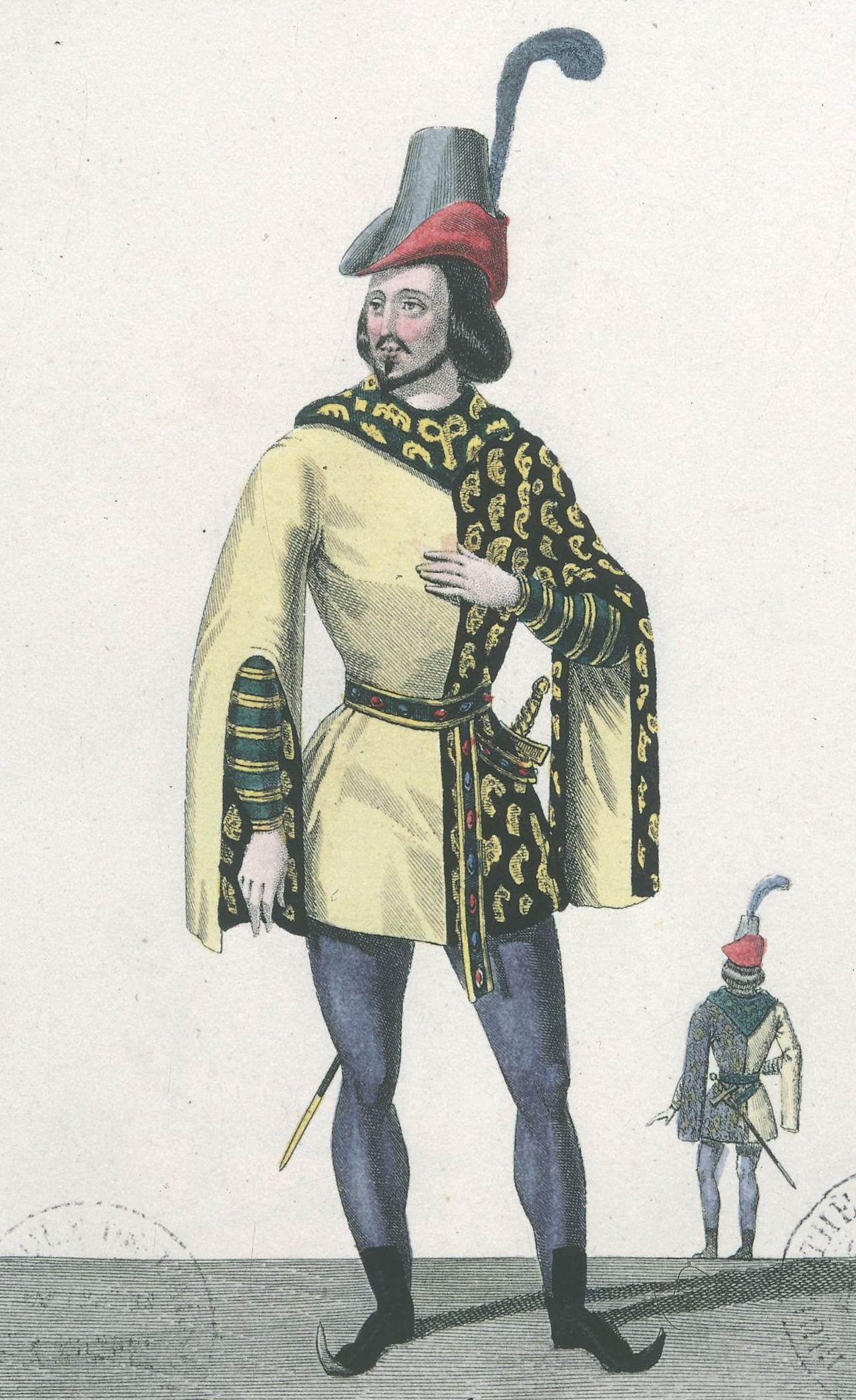
L'acteur Bocage dans le rôle de Buridan dans la pièce de théâtre La Tour de Nesle, 1832.

De nombreuses histoires apocryphes à propos de ses aventures amoureuses montrent qu'il avait la réputation d'être une figure brillante et mystérieuse à Paris. Il avait aussi un charisme inhabituel pour attirer des subventions académiques. Suivant une tradition plus légendaire qu'historique, Buridan aurait dans sa jeunesse été introduit dans la tour de Nesle, où la reine de Navarre Marguerite de Bourgogne, femme du futur Louis X de France, aurait eu avec lui un commerce coupable, et il aurait failli être victime de son imprudence. La légende liant Buridan à l'affaire de la tour de Nesle traverse les siècles et lui vaut, non seulement d'être cité par François Villon, mais également de devenir héros de fiction chez Alexandre Dumas (la pièce de théâtre La Tour de Nesle, 1832) ou chez Michel Zévaco (le roman Buridan, Le Héros de la Tour de Nesle, 1913).

## Paradoxe de l'âne de Buridan

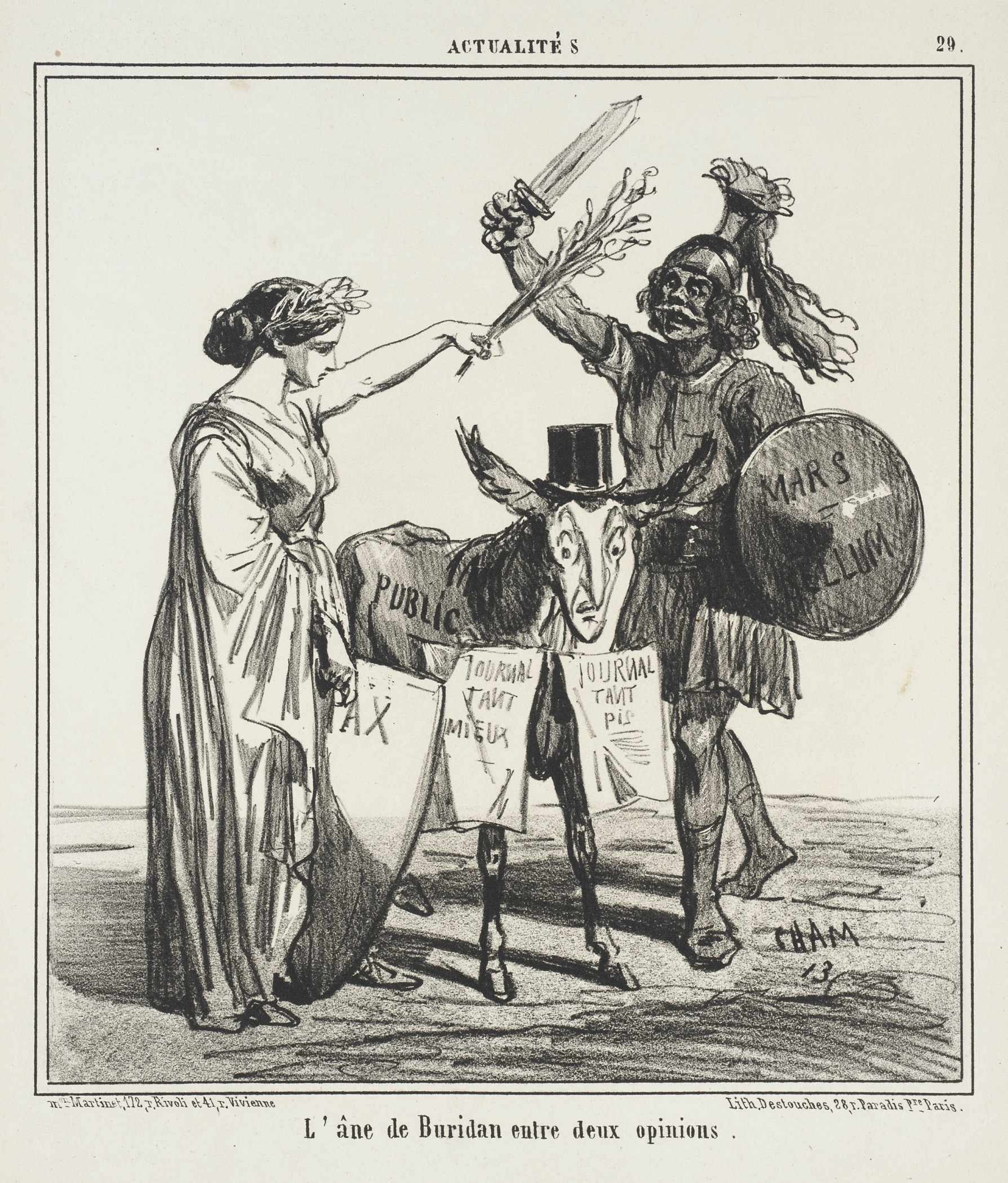
L'âne de Buridan entre deux opinions (1859) par A-C-H de Noé (1819-1879) alias Cham.

Le paradoxe de l'âne de Buridan est la légende selon laquelle un âne meurt de faim et de soif entre son picotin d'avoine et son seau d'eau, faute de choisir par quoi commencer.
On ne peut, à proprement parler, faire de ce cas de figure un paradoxe logique ; il s'agit plutôt d'un cas d'école de dilemme poussé à l'absurde, et ces deux traits caractérisent le phénomène de double contrainte.

### Chez Buridan
Le paradoxe de l'âne de Buridan n'apparaît dans aucune des œuvres connues de Jean Buridan, bien qu'il soit tout à fait cohérent avec sa conception de la liberté et de l'animal. « On a beaucoup parlé de l'âne de Buridan, à savoir un âne affamé placé entre deux bottes de foin, ou également affamé et assoiffé placé entre une botte de foin et un seau d'eau, qui se laisserait mourir d'inanition par indécision, pour décrire un choix moral. C'est dans son Commentaire littéral sur le Traité du ciel (Expositio in De caelo) que Buridan met en scène, non pas un âne, mais un chien confronté au cruel dilemme. Buridan, avec tout l'humour qui le caractérise, évoque cette possibilité comme celle d'une alternative insensée, comparable à celle qui voudrait soupeser les mérites de la gravité terrestre et de l'objet lourd qui lui est soumis. On est donc loin de choix éthiques. » (Benoît Patar, Dictionnaire des philosophes médiévaux, 2006, p. 218-219).

### Chez Aristote
Le problème apparaît dans Du ciel, où Aristote se demande comment un homme qui doit choisir entre deux nourritures également attirantes choisit entre elles. « Celui qui, affligé d'une faim et d'une soif très vives, mais également intenses, se trouve à égale distance des aliments et des boissons : lui aussi demeurera nécessairement immobile ! » (trad. P. Moraux).
De même, Aristote se demande avec perplexité ce qui arriverait en cas de tension excessive d'une corde parfaitement homogène et « ne sachant donc pas » en quel point se rompre.

### Chez Spinoza
Dans les Principes de la philosophie de Descartes démontrés selon la méthode géométrique, paru en 1663, Baruch Spinoza mentionne cet argument :
« Qu'il existe une volonté. - Que d'ailleurs l'âme a une telle puissance, bien que n'étant déterminée par aucunes choses extérieures, cela se peut très commodément expliquer par l'exemple de (l'ânesse) de Buridan. Si en effet l'on suppose un homme au lieu d'(une ânesse) dans cette position d'équilibre, cet homme devra être tenu non pour une chose pensante, mais pour l'âne le plus stupide, s'il périt de faim et de soif » (Partie II de l'Appendice contenant les « Pensées métaphysiques », trad. fr. Charles Appuhn, p. 388, chez GF-Flammarion, Paris, 1964, publié avec le Traité de la réforme de l'entendement, titre principal).
Dans la scolie de la proposition 49 de la deuxième partie de l'Éthique, Spinoza répond à une objection possible contre son propre système :
« On peut […] objecter que, si l'homme n'opère pas par la liberté de la volonté, qu'arrivera-t-il donc s'il est en équilibre, comme l'ânesse de Buridan ? Mourra-t-il de faim et de soif ? Que si je l'accorde, j'aurai l'air de concevoir une ânesse, ou une statue d'homme, non un homme ; et si je le nie, c'est donc qu'il se déterminera lui-même, et par conséquent c'est qu'il a la faculté d'aller, et de faire tout ce qu'il veut. […] J'accorde tout à fait qu'un homme placé dans un tel équilibre (j'entends, qui ne perçoit rien d'autre que la soif et la faim, tel aliment et telle boisson à égale distance de lui) mourra de faim et de soif. S'ils me demandent s'il ne faut pas tenir un tel homme pour un âne plutôt que pour un homme ? Je dis que je ne sais pas, pas plus que je ne sais à combien estimer celui qui se pend, et à combien les enfants, les sots, les déments, etc. » (trad. fr. Bernard Pautrat, p. 191 et 195.)
Spinoza procède à une généralisation que Buridan aurait refusée. Selon Buridan, en effet, l'âne mourrait de faim et de soif, mais un homme placé dans la même situation serait capable de choisir arbitrairement : c'est la « liberté d'indifférence ». Spinoza, en revanche, estime que sur ce point il n'y a pas de différence entre l'homme et l'animal : même l'homme mourrait de faim et de soif.[réf. nécessaire]

### Comptine de Voltaire
Ce paradoxe inspira Voltaire :
Connaissez-vous cette histoire frivole

D'un certain âne illustre dans l'école ?

Dans l'écurie on vint lui présenter

Pour son diner deux mesures égales,

De même force, à pareils intervalles ;

Des deux côtés l'âne se vit tenter

Également, et, dressant ses oreilles,

Juste au milieu des deux formes pareilles,

De l'équilibre accomplissant les lois,

Mourut de faim, de peur de faire un choix.
— Voltaire, La Pucelle d'Orléans, œuvre en 21 chants, chant XII, vers 16 et sq.
Œuvres complètes de Voltaire, t. XI, Paris, 1784

## L'impetus
Traitant du problème de la dynamique d'un projectile, Jean Buridan montre que la théorie d'Aristote de la cause motrice disant que « Tout ce qui est mû est mû par autre chose… » est prise à défaut ; y compris les palliatifs divers tels l'antiperistasis (le mouvement violent crée un vide, ou une raréfaction de l'air qui continue de propulser le projectile dans les airs) ou l'opinion disant que l'air, ébranlé par le mouvement violent, acquiert puissance pour pousser le projectile.
Citation de Jean Buridan : « Voici donc, ce me semble, ce que l'on peut dire : tandis que le moteur meut le mobile, il lui imprime un certain impetus, une certaine puissance capable de mouvoir le mobile dans la direction même où le moteur meut le mobile, que ce soit vers le haut, ou vers le bas, ou de côté, ou circulairement. Plus grande est la vitesse avec laquelle le moteur meut le mobile, plus puissant est l'impetus qu'il imprime en lui... mais par la résistance de l'air, et aussi par la pesanteur qui incline la pierre à se mouvoir en sens contraire... cet impetus s'affaiblit continuellement [...] Toutes les formes et dispositions naturelles sont reçues en la matière et en proportion de la matière; partant plus un corps contient de matière, plus il peut recevoir de cet impetus ; or dans un corps dense et grave [i.e. : pesant], il y a, toutes choses égales par ailleurs, plus de matière qu'en un corps rare et léger. Une plume reçoit un impetus si faible que cet impetus se trouve détruit aussitôt par la résistance de l'air ».
Une idée proche, mais moins développée, se trouvait déjà clairement chez Jean Philopon, commentateur byzantin du Ve siècle, et Guillaume d'Ockham avait aussi émis l'hypothèse, imprécise, qu'il se transmet quelque chose du corps « agent » au corps « patient ». L'impetus, notion floue, qualitative, née avant la notion de vitesse, évoque des notions modernes comme celles de quantité de mouvement et d'énergie cinétique. Elle ne pourra pas s'appuyer sur des mathématiques algébriquement performantes (qui viendront avec René Descartes) ni sur des expérimentations la quantifiant et la précisant. Les expérimentations viendront avec Galilée. La notion d'impetus ne sera presque plus employée après Galilée et René Descartes qui auront su s'en inspirer pour construire une théorie (l'inertie) où le mouvement n'a pas besoin de moteur pour durer, et une notion quantitative (la quantité de mouvement).

### Œuvres de Jean Buridan
- Commentaires sur Aristote, comme en témoignent les titres de ses écrits :
  - Compendium Logicae, Venise, 1487, in-folio
  - Expositio et Quaestiones in Aristotelis 'De Caelo' , édi. par Benoît Patar, Louvain-la-Neuve, 1996.
  - In Aristotelis Metaphysica (Métaphysique), Paris, 1516-1518, in-folio.
  - Quaestio de puncto (Traité du point, 1335), édi. par V. Zoubov, Mediaeval and Renaissance Studies, V, 1961, p. 63-95.
  - Quaestiones in X libros Ethicorum Aristotelis (Paris. 1489, in-fol., et Oxford, 1637, in-4) ; réimpression de l'édition de Paris 1513, Francfort 1968
  - Quaestiones in VIll libros Physicorum Aristotelis, in libros de Physica et in parva naturalia, Paris, 1516, in-4° ; réimpression de l'édi. de Paris 1509, Francfort, 1964.
  - Plusieurs commentaires à la Physique d'Aristote : 1) Tertia lectura comprenant deux Expositio ou Secunda lectura selon Benoît Patar[6], ou Lectura antiquior (1350 selon Thijssen). 2) Subtilissimae quaestiones ou Ultima lectura (1352-1357 selon Thijssen)[7].
  - Sophismata (vers 1345 ?), in-8°
  - Summulae de dialectica, Paris, 1487, in-folio

### Traductions en français
- Le Commentaire et les Questions sur le Traité de l'âme, trad. Benoît Patar, Longueuil, Presses philosophiques, 2004.
- Questions sur l'Art ancien. (Questions sur l'Isagoge, les Prédicaments, le Perihermenias), trad. Benoît Patar, Longueuil, Presses philosophiques 2009.
- Sophismes, trad. J. Biard, Paris, Vrin, 1993.
- Summulae logicales (Petites sommes de logique), trad. partielle (livres II et III) Benoît Patar, Jean Buridan. Questions sur l'Art ancien. Suivies du Traité des prédicables et du Traité des prédicaments, Longueil, Les presses philosophiques, 2006.
- Le Traité des conséquences, suivi du Traité sur les propositions, trad. Benoît Patar, Longueuil, Presses philosophiques, 2002.
- Traité du ciel, trad. partielle Benoît Patar, Ioannis Buridani Expositio et Quaestiones in Aristotelis 'De Caelo' , Louvain, Peeters, 1996, p. 139-196.
- Questions sur le traité De l'âme d'Aristote, introduction, traduction et notes de Joël Biard, « Bibliothèque des textes philosophiques », Vrin, Paris, 2019.

### Études sur Jean Buridan
- Étienne Gilson, La philosophie au Moyen Âge, Payot, 1976, p. 674-680.
- (en) Gyula Klima, John Buridan, New York, Oxford University Press, 2008.
- (it) Landi, M., Un contributo allo studio della scienza nel Medio Evo. Il trattato Il cielo e il mondo di Giovanni Buridano e un confronto con alcune posizioni di Tommaso d'Aquino, in Divus Thomas 110/2, 2007, p. 151-85.Contribution à l'étude de la science au Moyen Âge. Le ciel et le monde de Jean Buridan et une comparaison avec certaines positions de saint Thomas d'Aquin.
- Benoît Patar, Jean Buridan. Commentaire et Questions sur le Traité de l'âme. Introduction et notes, Longueil, Les presses philosophiques, 2004, 870 p. Ou Ioannis Buridani Expositio et Quaestiones in Aristotelis De Caelo. Étude critique et doctrinale, Peeters, 1996, 606 p. Sur la fausse paternité de "l'âne de Buridan".
- (en) Thijssen, J. M. M. H., and Jack Zupko (ed.) The Metaphysics and Natural Philosophy of John Buridan, Leyde, Brill, 2001.
- (en) Zupko, Jack (2003) John Buridan. Portrait of a Fourteenth-Century Arts Master. Notre Dame, Indiana: University of Notre Dame Press.

## Filmographie
- Buridan, le héros de la Tour de Nesle, film de Pierre Marodon sorti en 1923 ;
- Buridan, héros de la Tour de Nesle, film d'Émile Couzinet sorti en 1952.